# Kriminalreport
Der Kriminalreport war eine Ratgeber-Magazinsendung der ARD, die vom Hessischen Rundfunk (hr), vom Mitteldeutschen Rundfunk (MDR), vom Rundfunk Berlin-Brandenburg (rbb) und vom Südwestrundfunk (SWR) gemeinschaftlich produziert wurde. Er wurde von der Tagesschau-Sprecherin Judith Rakers moderiert. Die erste Ausgabe wurde am 27. August 2018 gesendet.
Die Sendung basierte unter anderem auf ähnlichen Formaten wie Täter – Opfer – Polizei (seit 1992) oder Kripo live (seit 1990), die noch heute von den Dritten Fernsehprogrammen der ARD, dem rbb und dem MDR, ausgestrahlt werden.
Nach vier Ausgaben wurde die Sendung im Januar 2019 aufgrund zu geringer Quoten eingestellt. Die letzte Ausgabe wurde am 17. Dezember 2018 gezeigt.

## Format
Der Kriminalreport ordnete sich hauptsächlich der Kriminalprävention zu. Im Gegensatz zu Aktenzeichen XY … ungelöst (ZDF) war das wesentliche Ziel nicht, einzelne Verbrechen mithilfe der Zuschauer aufzuklären, sondern diese zu aktuellen Trends in der Kriminalität (z. B. populären Betrugsmaschen) aufzuklären und etwa Einblicke in die Arbeit der Kriminalpolizei zu geben. Richtlinie für die Beiträge der Sendung war die bundesweite Relevanz und die gegebene Aktualität – in der ersten Ausgabe vom 27. August 2018 wurde beispielsweise der aufkommende Trend von Automatensprengungen und Fakeshops und das Vorgehen der Ermittlungsbehörden in diesen Fällen in Deutschland vorgestellt. Als wesentliche Elemente der Darstellung einzelner Beiträge fungieren etwa Interviews mit Betroffenen (auch im Studio), nachgestellte Szenen, Aufnahmen von Schauplätzen, die mit dem jeweiligen Fall in Verbindung stehen, oder das Zeigen von Original-Bildmaterial (z. B. aus Überwachungskameras).
Die Sendung bot auf sachlich-nüchterne Weise Hintergrundinformationen und Service zu vorgestellten Themen, und stellte – ergänzt durch ein vertiefendes Angebot zur Sendung im Internet und eine Social-Media-Integration in das Sendungskonzept – eine multimediale Plattform für Kriminalprävention dar.

## Entstehung und Veröffentlichung
Das Magazin wurde live in den Räumlichkeiten des Hessischen Rundfunks in Frankfurt am Main in einem virtuellen Studio aufgezeichnet.
| Sendung | Datum         | Zuschauer | Zuschauer       | Marktanteil | Marktanteil     | Quelle       |
| Sendung | Datum         | Gesamt    | 14 bis 49 Jahre | Gesamt      | 14 bis 49 Jahre | Quelle       |
| ------- | ------------- | --------- | --------------- | ----------- | --------------- | ------------ |
| 1       | 27. Aug. 2018 | 2,41 Mio. | 0,48 Mio.       | 8,4 %       | 5,9 %           | [ 7 ] [ 8 ]  |
| 2       | 8. Okt. 2018  | 2,31 Mio. | 0,51 Mio.       | 7,6 %       | 5,4 %           | [ 8 ]        |
| 3       | 5. Nov. 2018  | 2,16 Mio. | 0,46 Mio.       | 6,9 %       | 4,6 %           | [ 8 ] [ 9 ]  |
| 4       | 17. Dez. 2018 | 1,94 Mio. | 0,42 Mio.       | 6,2 %       | 4,5 %           | [ 8 ] [ 10 ] |

Der Spiegel kritisierte bereits nach der ersten Ausgabe den Spagat, den die Sendung zwischen dem Aufgreifen recht komplexer Themen und Sachverhalte einerseits, und der auffallend komprimierten Darstellungsform der Beiträge andererseits, zu machen versuche, als „Mix aus Schrumpfreportagen“; darüber hinaus ist die Rede von langgezogenen „Opferzeitlupen“. Die „Expertentipps“, die dem Zuschauer im Anschluss an die Sendung via Web-Chat zur Verfügung gestellt werden, seien zudem eher banal und im Ernstfall wenig hilfreich.